# Poble sanumá
Els sanumá, també coneguts com a Sanema, Sanima Tsanuma, Guaika, Samatari, Samatali, Xamatari i Chirichano en la literatura, són un poble indígena del Brasil i Veneçuela. Estan relacionats amb els ianomami. Són uns 1500 i viuen a banda i banda de la frontera entre el Brasil i Veneçuela. A Veneçuela, es troben a les conques del riu Caura i del riu Ventuari, on viuen al costat dels ye'kuanes. La llengua sanumá és una llengua ianomami.

## Conflictes amb miners
El 24 d'octubre de 2006, la seva reserva a Veneçuela va ser envaïda per miners que van destruir alguns dels seus pobles. Com a represàlia, l'exèrcit veneçolà va matar 10 miners. Aquest incident va provocar protestes massives de no indis al sud de Veneçuela. Un any abans es van produir suïcidis entre membres de la comunitat.